# Arnold Bruggink
Arnold Jan Bruggink, född 24 juli 1977 i Almelo, Overijssel, är en nederländsk före detta fotbollsspelare. Han spelade främst som offensiv mittfältare.
Bruggink blev utsedd till Årets talang i Nederländerna 2000. Han har tillsammans med Leroy Fer spelat flest landskamper för Nederländernas U21-landslag; 31 stycken.